# 林恩·威廉斯
林恩·威廉斯（英語：Lynn Williams，1939年6月29日—），美国男子帆船运动员。他曾代表美国参加1964年夏季奥林匹克运动会帆船比赛，联同理查德·斯特恩斯获得一枚银牌。